# François Hamelin
François Hamelin (Lévis, 18 dicembre 1986) è un pattinatore di short track canadese, vincitore della medaglie d'oro ai Giochi olimpici invernali di Vancouver 2010 nella staffetta 5000 metri.
È fratello di Charles Hamelin.

## Palmarès
- Giochi olimpici invernali
  - Vancouver 2010: oro nella staffetta 5000 m.
- Campionati mondiali di short track
  - Sheffield 2011: oro nella staffetta 5000 m
  - Sofia 2010: argento nei 500 m
  - Gangneung 2008: argento nella staffetta 5000 m
- Campionati mondiali di short track a squadre
  - Varsavia 2011: bronzo
  - Bormio 2010: argento
  - Heerenveen 2009: argento
  - Harbin 2008: argento